# Napili-Honokowai
Napili-Honokowai és una concentració de població designada pel cens dels Estats Units a l'estat de Hawaii. Segons el cens del 2000 tenia 6.788 habitants.

## Demografia
Segons el cens del 2000, Napili-Honokowai tenia 6.788 habitants, 2.629 habitatges, i 1.469 famílies La densitat de població era de 445,52 habitants per km².
Dels 2.629 habitatges en un 28,3% hi vivien nens de menys de 18 anys, en un 42,4% hi vivien parelles casades, en un 8,8% dones solteres, i en un 44,1% no eren unitats familiars. En el 27,7% dels habitatges hi vivien persones soles el 3,4% de les quals corresponia a persones de 65 anys o més que vivien soles. El nombre mitjà de persones vivint en cada habitatge era de 2,58 i el nombre mitjà de persones que vivien en cada família era de 3,20.
Per edats la població es repartia de la següent manera: un 22,7% tenia menys de 18 anys, un 8,0% entre 18 i 24, un 40,6% entre 25 i 44, un 22,5% de 45 a 64 i un 6,2% 65 anys o més.
L'edat mediana era de 34,8 anys. Per cada 100 dones hi havia 106,57 homes. Per cada 100 dones de 18 o més anys hi havia 107,68 homes.
La renda mediana per habitatge era de 51.030 $ i la renda mediana per família de 56.944 $. Els homes tenien una renda mediana de 32.554 $ mentre que les dones 28.979 $. La renda per capita de la població era de 24.814 $. Aproximadament el 5,5% de les famílies i el 9,5% de la població estaven per davall del llindar de pobresa.

## Poblacions més properes
El següent diagrama mostra les poblacions més properes.